# Syntaxe du pronom personnel en français
Pour tout ce qui concerne la morphologie, voir Morphologie du pronom personnel en français.
En grammaire française, le pronom personnel, comme tout pronom, peut presque remplir toutes les fonctions du nom, c'est-à-dire, apostrophe et satellite (d'un verbe, d'un adjectif, d'un nom ou d'un autre pronom).
- On notera au préalable que l'utilisation canonique des six personnes du discours (les trois du singulier et les trois du pluriel) peut éventuellement être troublée par certains emplois particuliers du pronom personnel. De tels emplois figurés, consistant à attribuer à une personne la valeur d'une autre personne (figures de style appelées association ou énallage), peuvent poser des difficultés d'accord.

- Les emplois diffèrent selon qu'on a affaire à un pronom personnel sujet conjoint, un pronom personnel complément conjoint ou encore, un pronom personnel disjoint.

## Syntaxe du pronom personnel sujet conjoint
Ordinairement atone, le pronom personnel sujet conjoint impose son accord à divers éléments de la phrase. Par ailleurs, il peut être antéposé, ou postposé. 

### Pronom personnel sujet, donneur d'accord
À l'instar du nom sujet, le pronom personnel sujet impose sa personne, son genre et son nombre au verbe dont il est satellite, ainsi qu'aux autres pronoms personnels et aux possessifs (adjectifs et pronoms) dépendant de ce pronom personnel sujet : 
- Moi, cet été, je suis partie chez mes amis belges.
  - Le pronom personnel sujet « je » (première personne du singulier, genre féminin), impose son accord, au verbe « suis partie » (l'auxiliaire est à la première personne du singulier, le participe passé, au féminin singulier), au pronom personnel disjoint appositif « moi » (première personne du singulier), et à l'adjectif possessif « mes » (première personne du singulier).

#### Cas particulier des pronoms sujets «nous» et «vous»
Les pronoms « nous » et « vous », habituellement pluriels, peuvent avoir un sens singulier (cas d'énallage du nombre), entraînant un accord du participe passé au singulier. Il s'agit du nous de modestie (également, du nous de majesté) et du vous de politesse (en cas de vouvoiement). Dans ce cas, le verbe (ou l'auxiliaire conjugué, en cas de temps composé) est au pluriel, mais le participe passé reste au singulier (on dit alors qu'il s'accorde avec le sens, avec l'idée) : 
- Nous nous sommes souvenue… [l'auteur est une femme] / Êtes-vous satisfait, Monsieur ?

#### Cas particulier du pronom sujet «on»
Le pronom « on » exclusivement pronom sujet conjoint (au départ, un pronom indéfini, rappelons-le), peut par énallage, prendre également la valeur d'un pronom personnel de la première ou la deuxième personne :
1. Le pronom « on » peut remplacer la première personne du singulier, ou la première personne du pluriel (très fréquent, surtout dans le registre familier) : 
  - Ici, on s'occupe de ses affaires.
    - Pour : « Moi, je m'occupe de mes affaires. »

  - On est venus avec notre voiture.
    - Pour : « Nous sommes venus avec notre voiture. »
2. Le pronom « on » peut remplacer la deuxième personne (du singulier aussi bien que du pluriel), ce qui est également assez fréquent dans le registre familier : 
  - Alors, on est content de ses vacances ?
    - Pour : « Alors, tu es content de tes vacances ? » ou « Alors, vous êtes content de vos vacances ? ».

- Lorsque le pronom sujet « on » est employé pour la première personne du pluriel, il peut être analysé comme un véritable pronom personnel (l'énallage dans ce cas, est totalement intégré par la langue). Dans ce cas, tous les accords se font avec l'idée de la personne exprimée (« nous »), sauf le verbe (ou l'auxiliaire, en cas de temps composé) qui reste toujours à la troisième personne du singulier : 
  - Nous, cet été, on est partis chez nos cousins, en Italie.
    - On remarque ici, que seul l'auxiliaire « est » s'accorde avec « on » (troisième personne du singulier) ; le pronom personnel appositif « nous », l'adjectif possessif « nos », ainsi que le participe passé « partis », s'accordent avec la première personne du pluriel (« nous »).

#### Autres cas particuliers
Dans le registre familier, le pronom « il / elle » peut signifier « tu » (ou « vous », en cas de vouvoiement) ; le pronom « nous » peut signifier « tu » ou « vous » ; le pronom « ils / elles » peut signifier « vous ».
- Contrairement aux précédents, ces emplois figurés n'entraînent pas de difficultés d'accord : dans ce cas en effet, les receveurs fléchissent selon les règles grammaticales, et non plus selon le sens :
  - Alors, il a bu son lait, mon gros bébé ?
    - Pour signifier « Alors, tu as bu ton lait, mon gros bébé ? ».

  - Comment nous nous portons, ce matin ? Notre nuit s'est bien passée ?
    - Pour signifier « Comment vous vous portez, ce matin ? Votre nuit s'est bien passée ? ».

  - Elles ont bien écouté leur maîtresse, mes filles adorées ?
    - Pour signifier « Vous avez bien écouté votre maîtresse, mes filles adorées ? ».

### Antéposition et postposition du pronom personnel sujet
Le pronom sujet conjoint est normalement atone et antéposé. Dans ce cas, il ne peut être séparé du verbe que par la négation « ne », et par les pronoms personnels compléments antéposés. Dans un tel cas de figure, il se trouve donc toujours en première position : 
- Tu es venu. On arrive. Nous te verrons. Je ne le savais pas.

- Mais dans la forme inversée (par exemple, dans la forme interrogative directe, mais également, lorsque la proposition est introduite par certains adverbes de liaison, tels que « aussi, ainsi, peut-être, etc. »), le pronom sujet n'est plus antéposé, mais postposé, et relié au verbe par un trait d'union. Il devient alors très souvent tonique : 
  - Où allez-vous ? Partons-nous ? Mais pourquoi ris-tu ? Que fait-on ?

- Quelques remarques s'imposent à propos de l'inversion du sujet :

1. Si le temps du verbe est composé (c'est-à-dire, comprenant un auxiliaire suivi d'un ou plusieurs participes passés), la soudure a lieu après l'auxiliaire conjugué, et par conséquent, le pronom reste atone : 
  - Qu'ont-elles fait ? N'as-tu rien oublié ? Ainsi en ont-ils décidé.
2. Dans la forme inversée, lorsque le verbe est terminé par une voyelle et que le pronom sujet atone commence également par une voyelle, donc, à la troisième personne du singulier (« il, elle, on »), on intercale entre les deux, un « t » euphonique précédé et suivi d'un trait d'union, ceci, afin d'éviter l'hiatus : 
  - Parle-t-il français ? Où va-t-on ? Qu'a-t-elle fait ?
3. Le pronom sujet « je » reste toujours atone : 
  - Qu'entends-je ? […] aussi, suis-je venu vous trouver. Oui, lui ai-je répondu.
    - Pour cette raison, dans la langue littéraire, lorsque celui-ci est précédé d'un verbe terminé par un « e » atone ou muet, on ajoute un accent aigu (l'accent grave est également toléré) sur le « e » final du verbe, ceci afin de lui conserver son accent tonique et d'éviter la succession de deux « e » atones : 
      - De quoi parlé-je ? Puissé-je réussir ! De quoi parlè-je ? Puissè-je réussir !
4. Lorsque l'inversion du sujet est rendue obligatoire (par exemple, dans la forme interrogative directe), et que ce sujet est un nom (et non plus un pronom personnel), le pronom sujet est maintenu en position inversée. On se trouve donc dans ce cas en présence d'un sujet dédoublé : 
  - Marcel est-il revenu ? / Un orage a éclaté ; aussi les campeurs sont-ils tout de suite rentrés. 
    - « Marcel » et « il » sont sujets du verbe « est revenu » ; « les campeurs » et « ils » sont sujets du verbe « sont rentrés ».

## Syntaxe du pronom personnel complément conjoint
Quel que soit son genre (masculin, féminin ou neutre), le pronom personnel complément conjoint (C.O.D., C.A.T., C.O.I…) se place normalement entre le sujet et le verbe, et, si ce dernier est négatif, entre la négation « ne » et le verbe : 
- Elle t'aime. Nous y pensons tous les jours. Il en veut. Vous ne me parlez pas.

### Emploi du pronom complément neutre «en»
Le pronom personnel neutre « en » est le plus souvent employé comme C.O.I. (complément d'objet indirect), représentant une chose, une idée abstraite, un élément linguistique (il équivaut à « de cela »). Pour une personne, on emploie généralement le pronom personnel disjoint précédé d'une préposition. Dans le registre familier, cependant, il est fréquent de trouver ce pronom même lorsqu'il s'agit de personnes : 
- J'en parle.
  - Le pronom « en » est C.O.I. du verbe « parle ». Pour : « Je parle de cela » ; ou bien, dans le style familier : « Je parle de lui, d'elle » (pour une personne ou un animal familier possédant un nom propre).

- D'une manière générale, le pronom personnel neutre « en » peut avoir pratiquement toute fonction de complément admettant la préposition « de » devant l'antécédent :

1. Par exemple, il peut être complément d'agent : 
  - Je connais ses parents ; il en est très aimé.
    - Pour : «… il est très aimé de ses parents. »
2. Il peut être également complément de nom : 
  - La soupe est excellente. Donne-m'en une autre assiette.
    - Au lieu de : « Donne-moi une autre assiette de soupe » ; le pronom « en » (dont l'antécédent est le nom « soupe ») est complément du nom « assiette ».
3. Il peut même être exceptionnellement C.O.D. (Complément d'Objet Direct), lorsque l'antécédent est pratiquement précédé de l'article partitif (« du, de la ») ou de l'article indéfini pluriel (« des ») : 
  - La soupe est pleine de vitamines ; mangez-en.
    - Pour « […] mangez de la soupe » ; le pronom « en » est C.O.D. du verbe « mangez ».

  - On trouve à Nîmes de nombreux monuments romains : en avez-vous visité ?
    - Pour « […] avez-vous visité des monuments romains ? », le pronom « en » est C.O.D. du verbe « avez visité ».

### Emploi du pronom complément neutre «y»
Le pronom personnel neutre « y » est le plus souvent employé comme C.O.I., représentant une chose (il équivaut à « à cela »). Pour une personne, on emploie généralement le pronom personnel tonique suivi d'une préposition : 
- J'y pense.
  - Pour : « Je pense à cela » ; C.O.I. du verbe « pense ».

- Il peut être également complément circonstanciel, complément de l'adjectif, etc. mais, normalement, ne peut pas être C.A.T. (Complément d'attribution, appelé également C.O.S., Complément d'Objet Second) Dans le langage familier cependant, on peut employer ce pronom même lorsqu'il s'agit de personnes : 
  - J'y pense.
    - Au lieu de : « Je pense à lui, à elle » (préférable pour une personne ou un animal familier possédant un nom propre).

- Il existe un adverbe de lieu de même forme (équivalent de « là-bas ») et de même syntaxe, avec lequel on le confond souvent : 
  - J'y vais.
    - Pour : « Je vais là-bas. »

### Emploi du pronom complément neutre «le»
Le pronom neutre invariable « le » ne doit pas être confondu avec le pronom C.O.D. masculin singulier non neutre, qui, quoique de même forme, devient « la » au féminin, et « les » au pluriel. 
- Le pronom neutre « le » remplace souvent un adjectif qualificatif attribut du sujet : 
  - - Êtes-vous sérieuses ? - Nous le sommes.
    - Le pronom neutre « le » a pour antécédent l'adjectif qualificatif « sérieuses », alors que ce dernier est féminin pluriel.
- Il peut également remplacer toute une proposition : 
  - Elle est partie à l'étranger : je suppose que tu le savais.
    - Le pronom neutre « le » a pour antécédent la proposition « Elle est partie à l'étranger ».

### Cas de l'impératif
À l'impératif, le complément conjoint (neutre ou pas) est relié au verbe par un trait d'union. Il devient obligatoirement postposé et souvent tonique : 
- Aidez-nous ! Tenez-vous bien. Dites-leur. Regardez-le. Penses-y. Prends-en.

- Lorsqu'ils doivent être toniques, les pronoms « me » et « te » deviennent alors respectivement « moi » et « toi » : 
  - Dites-moi. Repose-toi un peu. Donne-le-moi.

- Mais, quand ces mêmes pronoms sont suivis du pronom « en » ou du pronom « y », ils restent atones, conservent leur forme primitive (« me » et « te ») et s'élident (le tiret de séparation devient alors inutile) : 
  - Donne-m'en. Occupe-t'en.
    - Et non pas « Donne-moi-en », « Donnes-en-moi », « Donne-moi-z-en » !

- Lorsque le verbe à l'impératif est à la négative, les pronoms compléments retrouvent leur forme et leur position antéposée : 
  - Demande-lui s'il vient. Ne lui demande pas s'il vient.

### Cas des deux pronoms compléments conjoints
Lorsqu'il y a présence de deux pronoms compléments conjoints, les règles d'ordre entre les deux pronoms varient selon qu'ils sont antéposés ou postposés : 

#### Cas de deux pronoms compléments antéposés
À tous les modes (sauf l'impératif affirmatif), l'ordre des deux compléments antéposés suit les règles suivantes : 
- Les pronoms « me, te, se, nous et vous », sont toujours en première position : 
  - Je me les lave. Vous en parle-t-il ? Nous t'y engageons.

- Les pronoms neutres « en » et « y », sont toujours en deuxième position : 
  - Je les en dispenserai. S'y habituera-t-elle ? Tu leur en parleras.

- Les pronoms C.O.D. (« le, la et les ») précèdent toujours les pronoms C.A.T. (« lui » et « leur ») : 
  - Nous le lui demanderons. La leur présenteras-tu ? Je les lui donnerai.

#### Cas de deux pronoms compléments postposés
Il s'agit du seul cas de l'impératif affirmatif et, en présence des deux pronoms compléments conjoints postposés, c'est seulement le second qui peut devenir tonique : 
- Demande-le-lui.
  - Dans cet exemple, seul « lui » est tonique, « le » reste atone.

À l'impératif affirmatif, l'ordre des deux compléments postposés suit les règles suivantes : 
- Le pronom C.O.D. (« le, la et les ») est toujours en première position : 
  - Dites-le-nous. Raconte-la-moi. Donne-les-lui.

- Le pronom neutre (« en et y ») est toujours en dernière position : 
  - Parle-lui-en. Engagez-vous-y.

- En conséquence, les autres pronoms (« me, te, nous, vous, lui et leur ») se placent soit après « le, la et les », soit avant « en et y » :
  - Dites-le-moi. Demande-les-leur. Parlez-m'en. Souvenez-vous-en.
  - Notons que le pronom neutre « y » ne peut être que difficilement précédé du pronom C.O.D. élidé (« m', t', l'  »). Il est alors plus élégant de le remplacer par un pronom quelconque (très souvent un pronom démonstratif neutre) précédé de la préposition « à » : 
    - Encourage-le à ça. Encourage-moi à cela.
      - Préférable à : « Encourage-l'y. Encourage-m'y. »

## Syntaxe du pronom personnel disjoint
Contrairement à celle du pronom personnel conjoint, la position du pronom personnel disjoint est indépendante de celle du verbe. N'ayant pas de place spécifique dans la proposition, le pronom personnel disjoint conserve habituellement celle de son représenté. 
- Le pronom personnel disjoint est normalement tonique, c'est pour cette raison qu'on appelle parfois les pronoms disjoints : formes pleines ou formes accentuées. Par ailleurs, il n'est jamais neutre.

- Le pronom personnel disjoint permet d'insister par pléonasme : dans ce cas, il est appositif. Il peut également remplir la fonction d'apostrophe (ou invocation ou interpellation). Enfin, d'une manière plus générale, il est obligatoirement employé après toute préposition, ou après un coordonnant.

- On peut le renforcer au moyen d'un adjectif (même, autre, seul…), ce qui produit un véritable syntagme pronominal : 
  - Nous-mêmes ; vous autres ; moi seul ; eux tous ; elles trois…

### Pronom disjoint appositif
N'importe quel pronom disjoint (sauf « soi ») peut être appositif. Dans ce cas il sert à redoubler son antécédent ou son conséquent (nom ou pronom) : 
- Je les ai vus, moi.
  - Le pronom disjoint « moi » est appositif du pronom sujet atone « Je ».
- Je les ai vus, eux.
  - Le pronom disjoint « eux » est appositif du pronom C.O.D. atone « les ».
- Tu lui parles, à elle !
  - Le pronom disjoint « elle » est appositif du pronom C.A.T. (C.O.S.) atone « lui ».

### Pronom disjoint apostrophe
En revanche, seuls les pronoms de la deuxième personne (« toi » et « vous ») peuvent être employés en apostrophe (le fait pour l'énonciateur, de nommer le destinataire du discours) : 
- Toi, cesse de t'agiter !
  - Le pronom disjoint « Toi » est une apostrophe.

### Pronom disjoint précédé d'une préposition
Lorsqu'il est précédé d'une préposition, le pronom personnel disjoint peut presque revêtir n'importe quelle fonction du nom (sauf sujet, apostrophe ou C.O.D.). Le plus souvent, il est appositif, C.O.I. ou C.C. : 
- Vous me dites ça à moi !
  - Le pronom disjoint « moi » (précédé de la préposition « à ») est appositif du pronom complément conjoint « me », C.A.T. du verbe « dites ».
- Tu m'as déjà parlé d'elle.
  - Le pronom disjoint « elle » (précédé de la préposition « d' ») est C.O.I. du verbe « as parlé ».
- Il travaille avec moi.
  - Le pronom disjoint « moi » (précédé de la préposition « avec ») est C.C. d'accompagnement du verbe « travaille ».

### Pronom disjoint précédé d'un autre élément
En principe, lorsqu'un pronom personnel sort de l'emploi classique, sujet ou complément, sous l'influence directe d'un verbe conjugué, c'est la forme disjointe qui doit être employée, et ce, quelle que soit la fonction du pronom : 
- Il ne manquait que toi.
- C'est lui qui l'a dit.
- - Qui a fait ça ? - Moi.

- C'est le cas, par exemple, lorsque deux pronoms personnels doivent être coordonnés, et ce, même si les pronoms en question ont la fonction de sujet :
  - Toi et moi sommes invités à l'anniversaire de Virginie.

- On remarquera qu'en cas de coordination, l'ordre habituel est le suivant : troisième personne, deuxième personne, première personne, et que pour chaque personne, le féminin précède le masculin :
  - Elle, lui, toi et moi, ferons un beau voyage.